# Black Hand Inn
| Оценки критиков | Оценки критиков |
| Источник        | Оценка          |
| --------------- | --------------- |
| AllMusic        | [ 1 ]           |
| Powermetal.de   | без оценки      |
| Rock Hard       | 9/10            |

Black Hand Inn — восьмой студийный альбом немецкой хеви-метал-группы Running Wild, выпущенный 24 марта 1994 года на лейбле Noise Records. Это концептуальный альбом о воскресшем человеке c пиратским прошлым, предвидящем Армагеддон.

## Концепция
Альбом, представленный вступлением «The Curse», рассказывает историю о человеке по имени Джон Ксенир. Вступительный трек «The Curse» рассказывает, как в средние века инквизиторы приговорили молодого Джона к смертной казни на костре как язычника и поклонника дьявола. Джон отказывается сознаться в этом, поскольку не осознаёт за собой никакой вины и видит истинное зло не в себе, а в инквизиции. После сожжения от Джона осталась лишь обугленная рука, поэтому место его казни вскоре стали называть Холмом Чёрной руки.
Спустя годы бывший капер построил на холме гостиницу «Чёрная рука». Обугленная рука Джона висит на доске над дверью. Капер обладает ясновидением и может использовать свой хрустальный шар, чтобы узнать правду о смерти Джона. При этом он выставляет инквизиторов фанатиками, движимыми предрассудками («Mr. Deadhead»), чья злая природа сохраняется во времени («Soulless»).
Тем временем приходят воспоминания о прошлом пирата: его талант ясновидения и хрустальный шар позволяют ему всегда успешно атаковать и захватывать корабли («The Privateer», «Powder and Iron»). Но он узнаёт, что его предназначение в другом — он должен использовать свои таланты на службе добру («Fight the Fire of Hate»).
Джон, отказавшийся от исповеди, теперь бродит как призрак по Холму Чёрной руки («The Phantom of Black Hand Hill», «Freewind Rider»). Там он хочет дождаться Судного дня и посмотреть, победит ли в итоге добро или зло («Dragonmen»).
В конце истории капер, наконец, использует свой талант и открывает истоки человечества. Он также предсказывает падение человечества в июле 1999 года с возвращением старого «Бога гнева» и началом конца света («Genesis (The Making and the Fall of Man)»). Такое завершение истории явно навеяно тезисами Захарии Ситчина о происхождении человека и пророчествами Нострадамуса.

## Отзывы критиков
В 2005 году Black Hand Inn занял 394-е место в книге немецкого журнала Rock Hard «500 величайших рок- и метал-альбомов всех времён».

## Список композиций
Все песни написаны Рольфом Каспареком.
| №                   | Название                                   | Длительность |
| ------------------- | ------------------------------------------ | ------------ |
| 1.                  | «The Curse»                                | 3:15         |
| 2.                  | «Black Hand Inn»                           | 4:32         |
| 3.                  | «Mr. Deadhead»                             | 4:02         |
| 4.                  | «Soulless»                                 | 4:57         |
| 5.                  | «The Privateer»                            | 4:21         |
| 6.                  | «Fight the Fire of Hate»                   | 6:38         |
| 7.                  | «The Phantom of Black Hand Hill»           | 6:25         |
| 8.                  | «Freewind Rider»                           | 5:15         |
| 9.                  | «Powder & Iron»                            | 5:18         |
| 10.                 | «Dragonmen»                                | 5:42         |
| 11.                 | «Genesis (The Making and the Fall of Man)» | 15:18        |
| Общая длительность: | Общая длительность:                        | 65:43        |

| №                   | Название                                         | Длительность |
| ------------------- | ------------------------------------------------ | ------------ |
| 1.                  | «Poisoned Blood» (из мини-альбома The Privateer) | 3:42         |
| Общая длительность: | Общая длительность:                              | 69:25        |

| №                   | Название                                                 | Длительность |
| ------------------- | -------------------------------------------------------- | ------------ |
| 1.                  | «Poisoned Blood» (из мини-альбома The Privateer)         | 3:42         |
| 2.                  | «Dancing on a Minefield» (из мини-альбома The Privateer) | 5:00         |
| Общая длительность: | Общая длительность:                                      | 74:25        |

## Состав
Running Wild
- Рольф Каспарек — вокал, гитара
- Тило Герман — гитара
- Томас Смузсинский — бас-гитара
- Йорг Михаэль — ударные

Приглашённые музыканты
- Ральф Новый — флейта в песне «Dragonmen»
- Томас Реттке — бэк-вокал

Производственный персонал
- Рольф Каспарек — продюсер
- Чарли Бауэрфейнд — звукоинженер, сведение, мастеринг
- Саша Паэт — звукоинженер (дополнительный)
- Мариса Жакоби — верстка, типографика
- Карл-Ульрих Вальтербах — исполнительный продюсер
- Андреас Маршалл — обложка